# Charm City Cross
Le Charm City Cross est une compétition de cyclo-cross disputée à Baltimore, aux États-Unis.
L'épreuve, comme la majorité des compétitions américaines de cyclo-cross, se dispute sur un week-end avec une épreuve le samedi et une épreuve le dimanche.

## Palmarès masculin

### Podiums de l'épreuve #1 (samedi)
| Année | Vainqueur         | Deuxième          | Troisième           |
| ----- | ----------------- | ----------------- | ------------------- |
| 2009  | Davide Frattini   | Mike Garrigan     | Adam Hodges Myerson |
| 2010  | Davide Frattini   | Valentin Scherz   | Anthony Grand       |
| 2011  | Ian Field         | Tom Van den Bosch | Mike Garrigan       |
| 2012  | Nicolas Bazin     | Ian Field         | Weston Schempf      |
| 2013  | Jonathan Page     | Lukas Winterberg  | Stephen Hyde        |
| 2014  | Cameron Dodge     | Lukas Winterberg  | Christopher Jones   |
| 2015  | Curtis White      | Travis Livermon   | Cameron Dodge       |
| 2016  | Stephen Hyde      | Kerry Werner      | Curtis White        |
| 2017  | Tobin Ortenblad   | Jeremy Powers     | Stephen Hyde        |
| 2018  | Kerry Werner      | Matthieu Boulo    | James Driscoll      |
| 2019  | Kerry Werner      | Curtis White      | Stephen Hyde        |
| 2020  | annulé            | annulé            | annulé              |
| 2021  | Vincent Baestaens | Kerry Werner      | Stephen Hyde        |
| 2022  | Vincent Baestaens | Kerry Werner      | Curtis White        |
| 2023  | Anton Ferdinande  | Andrew Strohmeyer | Curtis White        |
| 2024  | Andrew Strohmeyer | Scott Funston     | Eric Brunner        |

### Podiums de l'épreuve #2 (dimanche)
| Année | Vainqueur         | Deuxième          | Troisième           |
| ----- | ----------------- | ----------------- | ------------------- |
| 2010  | Davide Frattini   | Valentin Scherz   | Anthony Grand       |
| 2011  | Tom Van den Bosch | Ian Field         | Dylan Mcnicholas    |
| 2012  | Nicolas Bazin     | Ian Field         | Flavien Dassonville |
| 2013  | Stephen Hyde      | Jonathan Page     | Mike Garrigan       |
| 2014  | Stephen Hyde      | Dan Timmerman     | Christopher Jones   |
| 2015  | Curtis White      | Cameron Dodge     | Travis Livermon     |
| 2016  | Stephen Hyde      | Jeremy Powers     | Daniel Timmerman    |
| 2017  | Stephen Hyde      | Spencer Petrov    | Kerry Werner        |
| 2018  | James Driscoll    | Kerry Werner      | Curtis White        |
| 2019  | Curtis White      | Kerry Werner      | Stephen Hyde        |
| 2020  | annulé            | annulé            | annulé              |
| 2021  | Vincent Baestaens | Curtis White      | Christopher Blevins |
| 2022  | Curtis White      | Vincent Baestaens | Kerry Werner        |
| 2023  | Andrew Strohmeyer | Vincent Baestaens | Curtis White        |
| 2024  | Eric Brunner      | Andrew Strohmeyer | Scott Funston       |

## Palmarès féminin

### Podiums de l'épreuve #1 (samedi)
| Année | Vainqueur         | Deuxième          | Troisième      |
| ----- | ----------------- | ----------------- | -------------- |
| 2015  | Emma White        | Brittlee Bowman   | Caitlyn Vestal |
| 2016  | Katherine Compton | Helen Wyman       | Emma White     |
| 2017  | Kaitlin Keough    | Emma White        | Ellen Noble    |
| 2018  | Ellen Noble       | Maghalie Rochette | Kaitlin Keough |
| 2019  | Rebecca Fahringer | Carla Williams    | Caroline Nolan |
| 2020  | annulé            | annulé            | annulé         |
| 2021  | Clara Honsinger   | Caroline Mani     | Katie Clouse   |
| 2022  | Annemarie Worst   | Caroline Mani     | Raylyn Nuss    |
| 2023  | Maghalie Rochette | Caroline Mani     | Sidney McGill  |
| 2024  | Hélène Clauzel    | Manon Bakker      | Caroline Mani  |

### Podiums de l'épreuve #2 (dimanche)
| Année | Vainqueur         | Deuxième          | Troisième         |
| ----- | ----------------- | ----------------- | ----------------- |
| 2015  | Emma White        | Kathryn Cumming   | Brittlee Bowman   |
| 2016  | Katherine Compton | Emma White        | Helen Wyman       |
| 2017  | Kaitlin Keough    | Maghalie Rochette | Emma White        |
| 2018  | Ellen Noble       | Kaitlin Keough    | Rebecca Fahringer |
| 2019  | Rebecca Fahringer | Carla Williams    | Caroline Nolan    |
| 2020  | annulé            | annulé            | annulé            |
| 2021  | Maghalie Rochette | Clara Honsinger   | Katie Clouse      |
| 2022  | Annemarie Worst   | Caroline Mani     | Austin Killips    |
| 2023  | Maghalie Rochette | Sidney McGill     | Caroline Mani     |
| 2024  | Hélène Clauzel    | Manon Bakker      | Maghalie Rochette |